# Alliance démocratique des Serbes
L'Alliance démocratique des Serbes (en croate: Demokratski savez Srba, DSS, en serbe cyrillique : Демократски савез Срба, ДСС) est un parti social-démocrate de Croatie représentant les Serbes de Croatie.

## Histoire
Le parti est formé en 2016 à Zagreb. Jovica Radmanović est élue première présidente du parti, et Srđan Milaković, qui remplit également les fonctions de maire adjoint de Vukovar est élu vice-président.
Même s'il n'a pas réussi à obtenir un siège au parlement croate aux élections législatives de 2016, le parti a mieux réussi aux élections locales de 2017. Lors des élections locales de 2017, Srđan Milaković conserve le poste d'adjoint au maire de Vukovar, un poste réservé à un membre de la minorité ethnique serbe. Au niveau des comitat, les candidats de l'Alliance démocratique des Serbes sont nommés préfets adjoints, un poste réservé aux membres de la minorité serbe, dans deux comitat: Dušan Bjelajac à Comitat de Sisak-Moslavina, le deuxième comitat le plus peuplé de la minorité serbe, et Miroslav Grozdanić dans le Comitat de Požega-Slavonie.